# Shankha

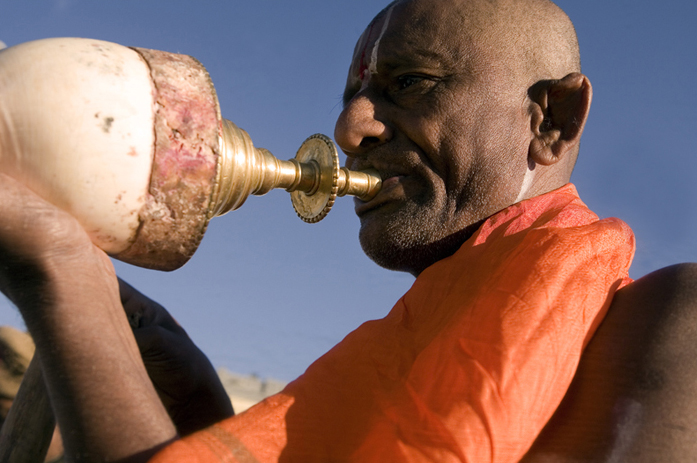
Brahmane soufflant dans une conque lors d'une célébration du rite de la pūjā, à Tirupati, Inde. (Date photo: 30 novembre 2005).

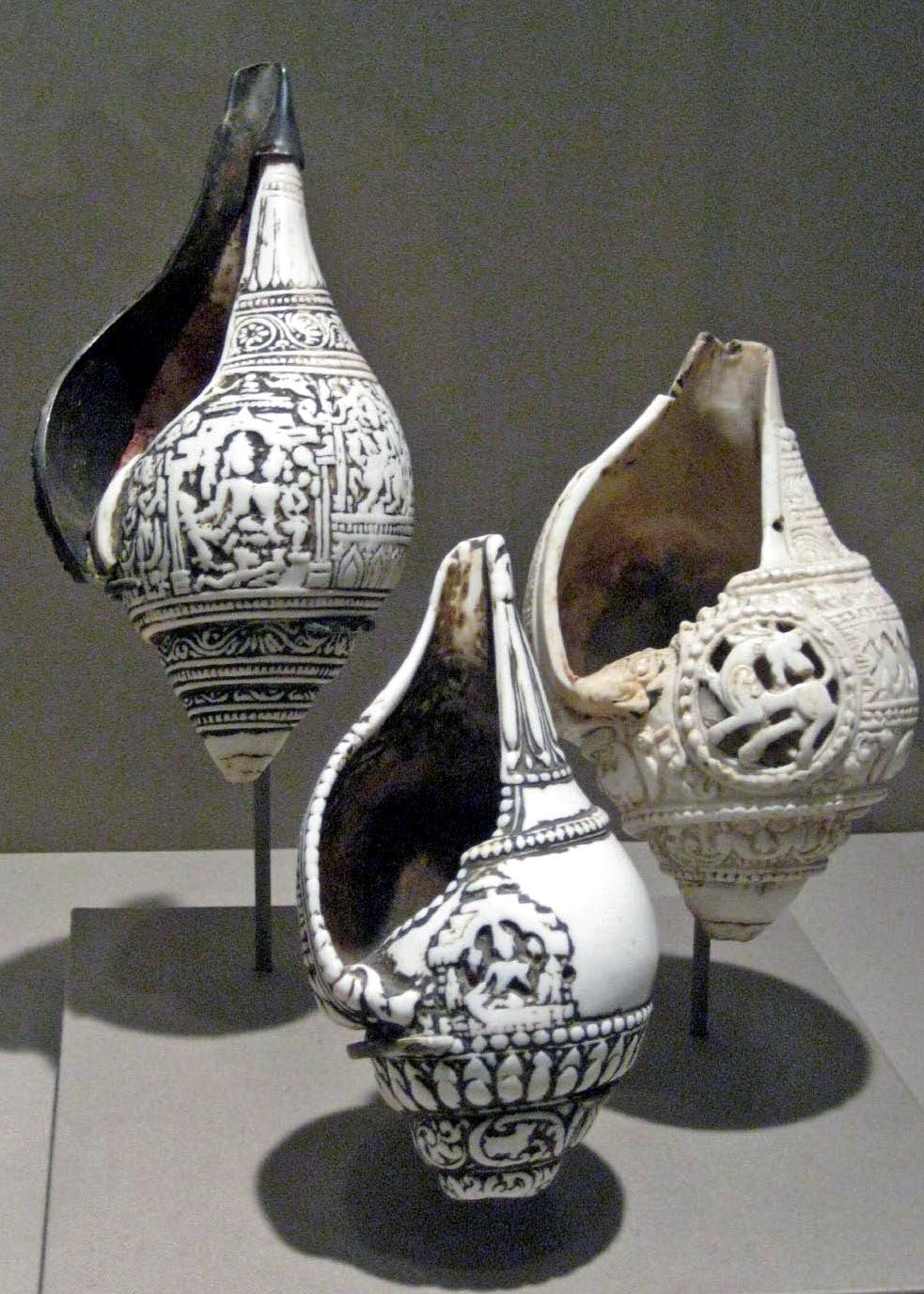
Conques "gauche devant" taillées, ou, Vamavarta shankhas, sculptés aux alentours des, en Inde durant la Dynastie Pala. Le shankha à l'extrême gauche est réalisé avec l'image de Lakshmi et Vishnu et est relevé par des additions d'argent.

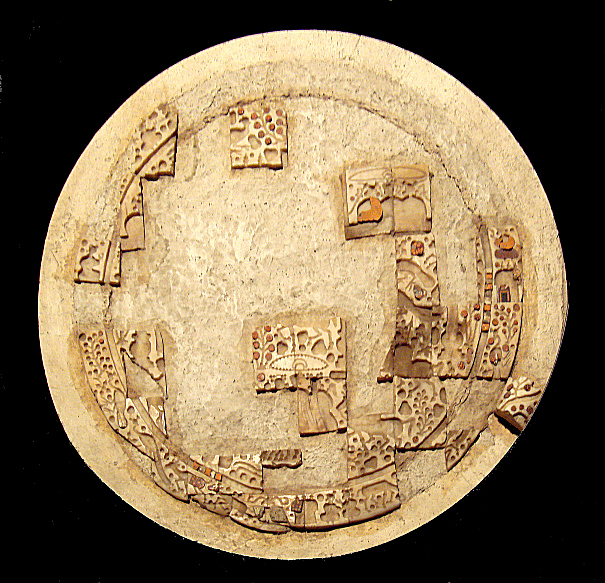
La plaque indienne d'Aï Khanoum est une marqueterie formée de segments rectangulaires de coque de Shankha.

Shankha (śaṅkha) est le nom sanskrit de la conque dont l'apex est coupé afin de pouvoir souffler dedans à la manière d'une trompe de chasse. Il servait  autrefois à effrayer l'ennemi dans la bataille et aujourd'hui à appeler dieux et fidèles dans les rituels hindous. C'est l'un des huit symboles de bon augure dans le bouddhisme. C'est aussi l'un des attributs du dieu Vishnu et ses avatars ainsi que de Durga. Dans le jaïnisme, c'est le symbole du tirthankara Neminath. Dans le bouddhisme tibétain, il est le symbole de Vajratārā et Ekajaṭā.

## Étymologie
Shankha est étymologiquement parent du grec kónkhē (coquillage) et de son équivalent latin concha, conca (conque). Le nom scientifique du coquillage est Turbinella pyrum (en), anciennement Xancus pyrum. 

## Iconographie hindouiste
La conque fait partie des trésors que le mythique barattage de la mer de lait mit au jour. C’est l’un des trésors de Kubera et sa personnification (shankhanidhi) est souvent représentée à l’entrée des temples, faisant pendant à son acolyte, padmanidhi, le trésor du lotus. 
Le shankha est l'un des quatre attributs principaux du dieu Vishnu et ses avatars. Son nom est alors panchajana. Sa représentation comme attribut de Vishnu se généralise à l'époque Chalukya. Dans les représentations du dieu à quatre bras, il est généralement dans la main gauche du bras levé, faisant vis-à-vis au disque (chakra) dans la main droite. C'est également l'attribut du dieu védique Varuna, roi des eaux, devenu gardien de l'Ouest dans l'hindouisme. Varuna a également offert son shankha à la déesse Durga, ce dernier étant donc l'un de ses attributs.
Dans le Vāraha-purāṇa il est décrit comme capable de détruire l’ignorance. 
Le śaṅkha peut symboliser la yoni (la vulve), surtout s’il est porté par Shiva, Parvati ou s’il est employé comme un objet de culte indépendant.

Un shankha sacré sur le drapeau de l'État du Travancore, Inde